# Treska (řeka)
Treska (makedonsky Треска) je řeka na západě Severní Makedonie. Je pravým přítokem řeky Vardar, její délka dosahuje 132 km a povodí má rozlohu 2350 km².

## Průběh toku
Treska pramení na svahu hory Stogovo v nadmořské výšce přibližně 2000 metrů. Teče východním směrem údolím u města Kičevo. U města Makedonski Brod se stáčí k severu, protéká mezi horami Suva Gora a Karadžica. Teče přes mezihorské kotliny, které jsou oddělené soutěskami. Na východ od řeky se rozkládá rozsáhlé pohoří Jakupica. Po průtoku nádržemi Kozjak, Sveta Petka a Matka se poté, co opustí hornatý terén, vlévá zprava do řeky Vardar na předměstí Skopje Gorče Petrov.

## Využití
K výrobě elektrické energie byly na řece Treska vybudovány tři přehradní hráze:
- v roce 1937 přehrada Matka, nedaleko Skopje
- v roce 2004 přehrada Kozjak
- v roce 201? přehrada Sveta Petka

| Název (maked.) | Přítok | Říční kilometr | Délka v km | Nadmořská výška pramene | Nadmořská výška ústí | Výškový rozdíl | Sklon ‰ | Délka rozvodí v km | Plocha povodí v km² |
| -------------- | ------ | -------------- | ---------- | ----------------------- | -------------------- | -------------- | ------- | ------------------ | ------------------- |
| Студенчица     | levý   | 119,7          | 9,1        | 973                     | 650                  | 323            | 35,5    | 35,8               | 52,8                |
| Беличка Р.     | pravý  | 117,8          | 15         | 1580                    | 637                  | 943            | 62,9    | 54,5               | 123,2               |
| Зајаска Р.     | levý   | 111,4          | 25,9       | 1480                    | 590                  | 890            | 34,4    | 87                 | 333,85              |
| Рабетинска Р.  | levý   | 101,6          | 15,4       | 1650                    | 575                  | 1075           | 69,8    | 37                 | 65,5                |
| Сланска Р.     | pravý  | 84,8           | 10,2       | 1300                    | 650                  | 650            | 63,7    | 24                 | 36,45               |
| Девичка Р.     | levý   | 76,7           | 9,1        | 1595                    | 515                  | 1080           | 118,7   | 19,5               | 21,7                |
| Слатинска Р.   | levý   | 72,2           | 9,3        | 1720                    | 510                  | 1210           | 130,1   | 23,5               | 30,38               |
| Тополнечка Р.  | levý   | 67,3           | 12,2       | 1670                    | 510                  | 1160           | 95,1    | 28                 | 32,3                |
| Модришка Р.    | pravý  | 62,2           | 11,5       | 1600                    | 515                  | 1085           | 94,3    | 33,5               | 52,15               |
| Црешневска Р.  | pravý  | 59,7           | 6,8        | 930                     | 465                  | 465            | 68,4    | 31                 | 21,49               |
| Мала Р.        | levý   | 57,9           | 28,5       | 1210                    | 465                  | 745            | 26,1    | 71                 | 188,96              |
| Белешница      | pravý  | 56,8           | 5,3        | 580                     | 470                  | 110            | 20,7    | 45                 | 116,59              |
| Оча            | pravý  | 35,2           | 16,9       | 1190                    | 392                  | 798            | 47,2    | 43,5               | 81,6                |
| Пеколник       | pravý  | 25,7           | 6          | 896                     | 354                  | 542            | 90,3    | 18,5               | 15,55               |
| Сува Р.        | levý   | 3,9            | 22,1       | 800                     | 275                  | 525            | 23,7    | 64                 | 164                 |
| Крапа          | pravý  | -0             | 31,5       | 1870                    | 990                  | 880            | 78,6    | 31,1               | 31,5                |